# Valentín González Ramírez

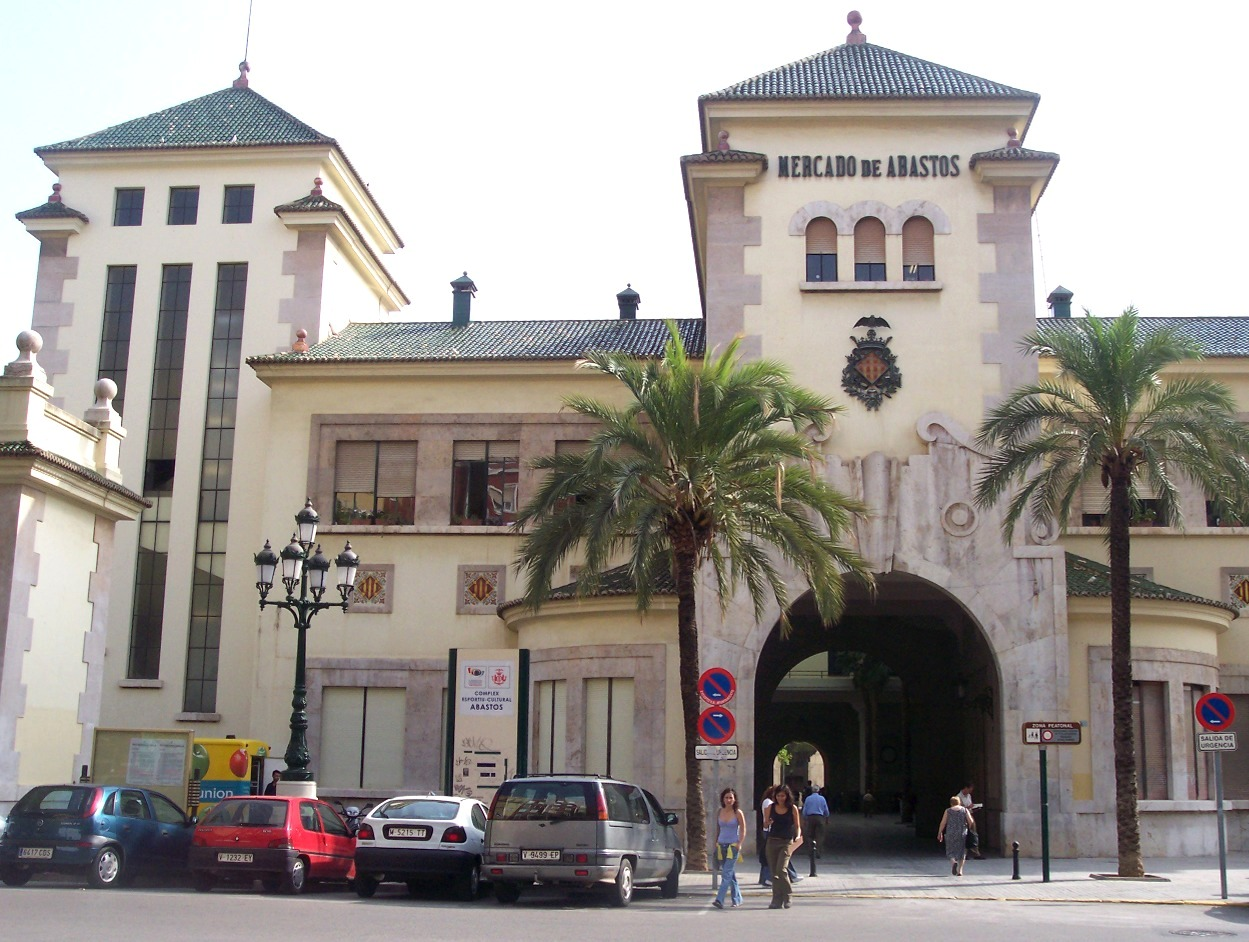
Façana de l'antic Mercat dAbastos.

Valentín González Ramírez (València 1 de juliol de 1958 - 25 de juny de 1979) fou un treballador del grup sindical o colles de càrrega i descàrrega a València. Va morir era al costat de son pare, que treballava a la colla del Mercat d'Abastiments de València.

## Biografia
Valentín González Ramírez era fill de treballadors. Era el major de dos germans. Persona molt afectuosa, riallera i familiar, li agradava la fotografia, la música, el cinema, els esports i eixir amb la nòvia i amics. No li agradava veure ocells engabiats, i per això els que tenia sempre estaven solts per la casa.
Va cursar estudis primaris, i tingué diverses faenes, fins que amb divuit anys aconseguí entrar a treballar a la colla al costat de son pare. El seu avi també hi va treballar, a les colles del Mercat.

## Vaga al Mercat d'Abastos
Després de la instauració de la democràcia, durant la Transició, es van legalitzar els sindicats, i ell es va afiliar com molts dels seus companys al sindicat de Transports de la CNT de València. Sentia l'orgull de poder, per fi, lluitar pels drets dels treballadors.
A una setmana de complir els 21 anys (majoria d'edat a l'època), les colles declararen vaga, ja que els assentadors del mercat no els pagaven part del salari per treballs ja realitzats. Si no rebien aquells diners no en tindrien prou per poder cobrar el sou d'aquell estiu. La vaga era legal i sense avalots. Tot transcorria amb total normalitat, i els camioners que arribaven a descarregar s'hi solidaritzaven malgrat no poder traure els productes peribles dels camions.

## L'assassinat de Valentín
''El 25 de juny de 1979 moria, a mans d'un antidisturbis de la policia armada, per tret a boca de canó d'una bala de goma, el jove anarcosindicalista Valentín González Ramírez, quan es disposava a ajudar son pare brutalment apallissat per un altre guàrdia, quan es trobava en vaga pacífica i legal de les colles de càrrega i descàrrega del Mercat d'Abastaments de València.''
Els antidisturbis carregaren contra els treballadors sense motius ni cap provocació al crit d'un dels caps policials: “A carregar”, “és que no teniu collons?”, “he dit que carregueu”. De sobte els treballadors van començar a rebre colps de porra per tot arreu, cosa que feu que es refugiaren en la caseta que tenia la colla al Mercat. Per fer-los eixir de la caseta, la policia els llançava per la finestra pots de fum, i segons hi eixien els apallissaven, i entre ells al pare de Valentín. En veure-ho, el jove es va girar i va cridar “Ja està bé de pegar al meu pare!”. Fou en aquell moment que un policia li va disparar a boca de canó una pilota de goma directa al pit que li va rebentar el cor. Quan jaïa a terra, segons els testimonis, fins i tot el van continuar colpejant amb les porres. Son pare va voler acostars'hi, però la mateixa policia li ho impedí. Van portar-lo a l'Hospital Clínic on va ingressar ja cadàver. Se li va practicar l'autòpsia i la conclusió va ser “aturada cardíaca”.
El dia 26, mentre un centenar dels seus companys encara fèien guàrdia davant un cercle de carretons de càrrega i descàrrega entorn de la seua silueta en guix pintada a terra, es fa una crida a la vaga general fins a les 24 hores del 27 de juny.

## Vaga General a València

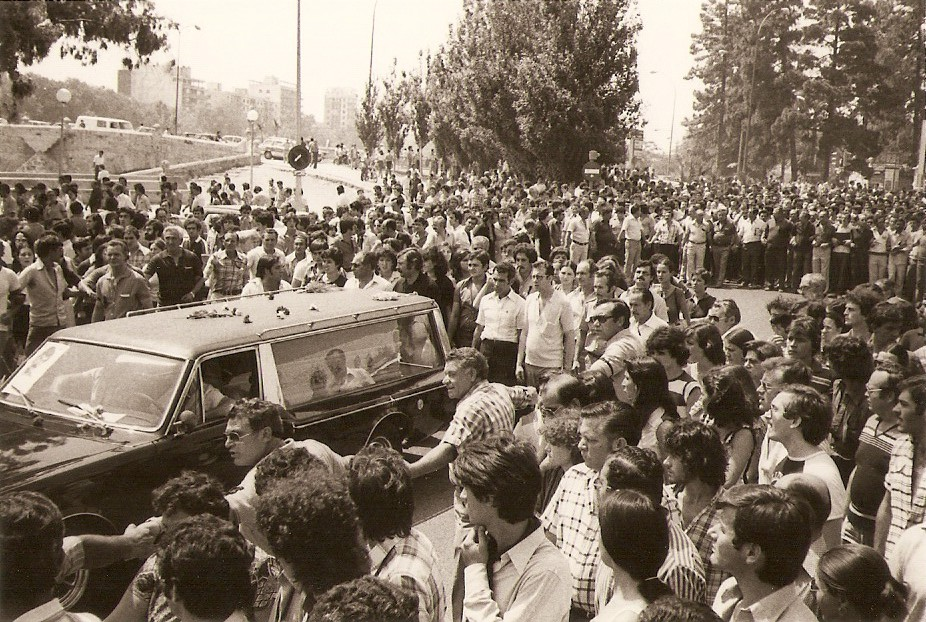
Imatge del cotxe fúnebre amb els familiars. Darrere, una massiva manifestació.

El 27 de juny, dos dies després, se celebrà el seu soterrament. La vaga general fou convocada i paralitzà tota València. Des de l'Hospital Clínic fins al cementeri, passant per Abastos, milers de persones marxaren acompanyant el fèretre. Va ser una de les majors manifestacions que es recordaven a la ciutat en molt de temps. Entre 200.000 i 400.000 persones van recórrer els 10 quilòmetres que separen l'Hospital Clínic del Cementeri General de València, portant el taüt del jove cenetista. També es van produir diferents manifestacions anarquistes de protesta per tot l'Estat.
Com explicaria la periodista Rosa Solbes a la coneguda revista Valencia Semanal: Es forma la capella ardent en el túmul A del dipòsit. La família de Valentín és allà i rares vegades perd la serenitat. Per la vetla passen, durant el matí, centenars de persones. És una contínua desfilada de companys i corones amb cinta negra. La vaga ha començat i els carrers estan buits d'autobusos. Alguns comerços tanquen. Igualment, les empreses del metall, construcció, fusta, químiques… Torrent queda paralitzat. A l'Ajuntament, els polítics mantenen una oficina permanent i els funcionaris no treballen. Els carters no reparteixen correspondència. La televisió amb prou feines diu res i el poc que diu ho fa després de notícies de futbol, escacs i moto-cross
A les 15.30 el furgó negre comença a caminar. El pare i la germana caminaran darrere del fèretre els 10 quilòmetres de recorregut que condueixen fins al cementiri. En passar per Vivers, les obres dels pisos estan parades i els paletes són a baix. La comitiva no es desvia cap a Govern Civil i segueix per l'Albereda. Els vidres de Las Provincias queden fets miques. Cent mil valencians recorren el pont i hi ha algunes banderes: roges, roig-i-negres, cuatribarrades i algunes amb l'escut del consell.
El president s'ha sumat com un més, així com el president de la Diputació, a la manifestació de duel. L'alcalde també es present, i dirigents d'esquerra, i uniformats de la companyia d'autobusos urbans S.A.L.T.U.V., i agricultors de Unió.
Enfront dels jutjats, esbroncada tremenda a la policia i aquesta desapareix. Govern militar es troba hermèticament tancat.
Les campanes no toquen a mort però, a les 15.00, les sirenes dels vaixells del port havien sonat 3 vegades.
Al cementeri, el fèretre amb la bandera de la CNT va entrar a coll sobre mans acostumades a carregar i el silenci resta trencat a partir d'aquest moment. Al fons de tot, a l'esquerra, està el nínxol reservat per a Valentín. La capa de ciment va ser coberta per desenes de corones. Se'n porten a la família i la manifestació es dissol. Durant moltes hores més la ciutat roman de dol. En enfosquir, la pluja esborra els traços de guix sobre el sòl del mercat."
«Amb l'assassinat del meu germà tornà la por» Paqui, germana de Valentín González.

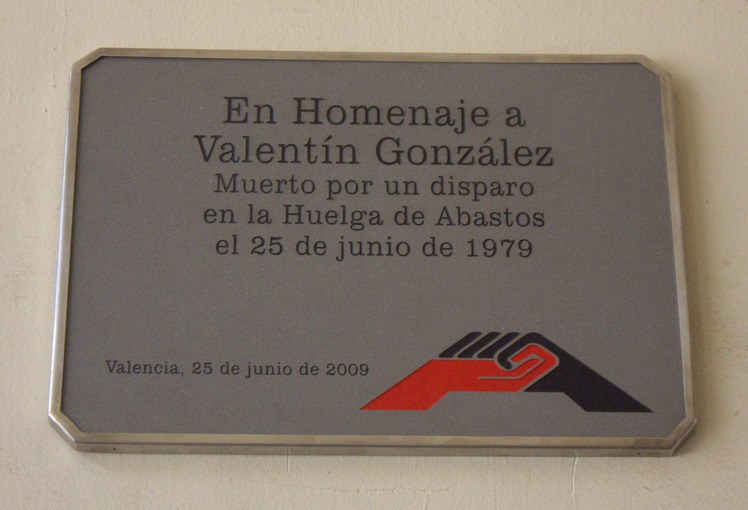
Placa actual al Mercat dAbastos de València, en memòria de Valentín Gonzalez instal·lada per la CGT

El judici "Crec que encara no havia passat un any de l'assassinat quan se'n va celebrar el judici. Un diumenge a la nit, a última hora, va cridar a mon pare Manuel del Hierro, l'advocat, i li va dir que l'endemà a primera hora anaven a celebrar el judici. Mon pare va dir que hi anava i li va contestar que no el deixarien entrar, perquè era a porta tancada i només per als interessats. Mon pare va anar i per descomptat no l'hi van deixar entrar; es veu que no era part interessada… Ells s'ho tallaren i ells s'ho cosiren. Després ens cridà l'advocat dient-nos que el judici l'havíem guanyat: els donaven a mos pares 1 milió de pessetes i al policia el destinaven a Euskadi. Això havíem guanyat... I al poc de temps ETA va matar el policia. Supose que sabrien el que havia fet o va ser casualitat, no ho sé." Entrevista a Paqui, germana de Valentín González en Rojo y Negro. Setembre 2009.
"Eren dies que ho passàvem malament, era una bogeria tot el que hi havia passat, i vingué l'advocat, Manuel del Hierro, que per cert ja va morir l'home, i va dir: “Jo em faig càrrec”. Era socialista, i nosaltres no el coneixíem, ni de bon tros. Va venir ell a oferir-se per portar el cas i no ens va parèixer malament. No estàvem d'humor per decidir moltes coses. Jo després he pensat que ho va utilitzar una mica tot això perquè el que va treure després i gens va ser el mateix. Amb els anys vaig parlar amb una altra advocada que conec i em va dir que l'advocat llavors no tenia per què haver acceptat aquest acord judicial i més sense consultar amb mon pare. A més, el carrer en la qual estava esperant mon pare durant el judici era ple de policia. No sé si s'esperaven alguna acció reivindicativa: no ho sé. Si just ens havien avisat la nit d'abans! És una mica rar que, si la celebració d'un judici es coneix amb antelació, ens avisaren només unes hores abans… Entre això i tot el que va passar després jo vaig pensar, igual me n'equivoque, que l'advocat ho havia utilitzat políticament." Paqui González.

## Homenatges

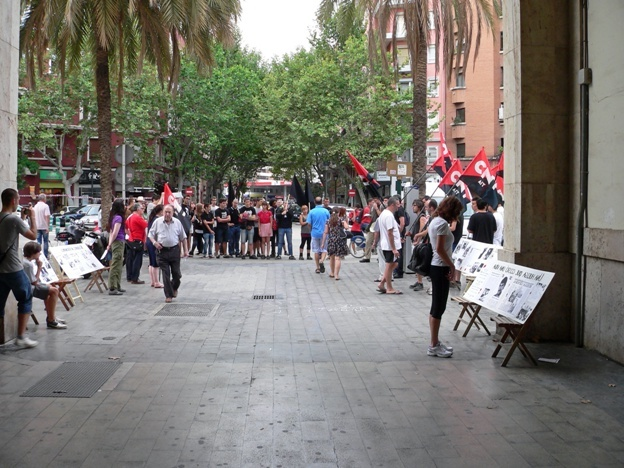
Concentració de CNT-València i Joventuts Llibertàries commemorant el 35è. aniversari de la mort de Valentín amb el muntatge d'una exposició a la porta del Mercat de dAbastos

No dimití cap polític ni cap policia va ser processat per la mort de Valentín. El 1993, la CGT-PV i l'Ateneu Llibertari “Al Margen”, constituïren una plataforma popular per a reivindicar que l'Institut d'Ensenyament Mitjà dins de l'antic Mercat d'Abastos de València porte el nom de Valentín González. “Volem homenatjar, amb el record de Valentín, els treballadors anònims que van lluitar per les llibertats, tant durant la Dictadura com en la Transició. Pensem que aquesta iniciativa pot constituir un exercici de recuperació de la memòria històrica d'una època que es vol tapar amb un mantell d'oblit”, manifestaren els protagonistes d'aquesta iniciativa en un comunicat. Des d'aleshores segueixen recordant Valentín amb periòdiques concentracions al lloc on el jove va ser assassinat.
En el seu 30è aniversari, el 2009, el sindicat CGT instal·là una placa dins del Mercat, recordant-ne els fets.
El 2014, per commemorar-ne el 35è aniversari, CNT-València al costat de les Joventuts Llibertàries de la ciutat, muntà una exposició al lloc de l'assassinat amb fotografies i retallades de premsa de l'època.